# Netzspannung

Weltkarte der Netzspannungen und Netzfrequenzen

Weltkarte des Zugangs der Bevölkerung zum Niederspannungsnetz (Stand 2017) als Maß für die Elektrifizierung
80,1 %–100 %
60,1 %–80 %
40,1 %–60 %
20,1 %–40 %
0–20 %

Als Netzspannung wird die von den Energieversorgern in den Stromnetzen bereitgestellte elektrische Spannung bezeichnet, die zur Übertragung elektrischer Energie eingesetzt wird. Im engeren Sinn wird unter Netzspannung häufig die Höhe der Wechselspannung in den Niederspannungsnetzen verstanden, im Gegensatz zu den Spannungen im Hochspannungsnetz.

## Niederspannung

### Kenndaten
Die vom Energieversorger (in Deutschland: Verteilnetzbetreiber) am Netzanschlusspunkt bereitgestellte Netzspannung ist gemäß IEC 60038 (in Deutschland: DIN EN 60038 VDE 0175-1) charakterisiert durch ihre
- Nennspannung:
  - bei Einphasen-Systemen: Effektivwert der sinusförmigen Wechselspannung zwischen Außenleiter und Neutralleiter 230 V ± 10 %.[2] Die dabei zulässige Über- und Unterschreitung von 10 % gilt für einen Mittelwert über die Zeit von 10 Minuten.[3]
  - bei Dreiphasensystemen: Effektivwert der sinusförmigen Wechselspannung zwischen zwei Außenleitern 400 V ± 10 %[2]
- Toleranz der Nennspannung
- Nennfrequenz

In Europa sind weitere Merkmale der Spannung (Frequenz, Höhe, Kurvenform und Symmetrie der Außenleiterspannungen) in der EN 50160 festgelegt.

### Verteilung

#### Europa

Aufbau Niederspannungsnetz

An die Abnehmer im Niederspannungsnetz wird die Netzspannung meist mit folgenden Konfigurationen in TN-Systemen verteilt:
- den drei Außenleitern (umgangssprachlich Phasen) (L1, L2 und L3),
- einem Neutralleiter (N) und
- einem Schutzleiter (PE = protective earth oder Potential Erde)

oder
- den drei Außenleitern (Phasen) (L1, L2 und L3) und
- einem PEN-Leiter. Bei diesem sind Neutralleiter und Schutzleiter in einem einzigen Leiter kombiniert.

In Europa beträgt die Netzspannung 230 V ± 23 V bei einer Netzfrequenz von 50 Hz ± 0,2 Hz.
In Dreiphasensystemen beträgt der Effektivwert der sinusförmigen Netzwechselspannung zwischen einem Außenleiter und dem Neutralleiter 230 V± 10 %, zwischen zwei Außenleitern 400 Volt± 10 %.

#### Nord- und Südamerika
In Kanada, den USA, Mexiko und einigen nördlichen Staaten Südamerikas beträgt der Nennwert der Netzwechselspannung 120 V (früher 110 V). Für größere Verbraucher wie Klimaanlagen ist auch die doppelte Netzspannung von 240 V (früher 220 V) gebräuchlich. Die Niederspannungsnetze sind in diesen Ländern als Einphasen-Dreileiternetz realisiert mit einer Netzfrequenz von 60 Hz.
Eine Dreiphasenwechselspannung ist für kleinere Abnehmer wie Privathaushalte im Normalfall nicht verfügbar. Sofern sie angeboten wird, beträgt die Spannung 208 bzw. 415 V.
In Brasilien werden je nach Region 110 V, 127 V oder 220 V angeboten, jeweils mit 60 Hz.
Die südlichen Länder Chile, Argentinien, Bolivien, Paraguay und Uruguay verfügen über 220 V bei 50 Hz.

#### Asien
Im japanischen Stromnetz hat die Netzspannung mit 100 V (regional 50 Hz oder 60 Hz) den weltweit niedrigsten Wert. In Taiwan beträgt die Netzspannung 110 V, in China, Hongkong und Thailand 220 V (50 Hz). Indien hat wie Europa ein 230-V-Netz (bei 50 Hz).

### Geschichte
Bis zum Jahr 1987 betrug die Netzspannung in weiten Teilen Europas, auch in Deutschland, Österreich und der Schweiz, 220 V (±22 V), während sie im Vereinigten Königreich 240 V (±24 V) betrug. Die seither in Europa gültige Spannung von 230 V mit einem Toleranzbereich von ±10 % wurde in der internationalen Norm IEC 60038 (EN 60038 CENELEC-Normspannungen) als Standardspannung festgelegt.
Ab 1987 wurde die Spannung schrittweise auf 230 +13,8−23 V angehoben. Seit 2009 darf sie 230(±23) V betragen, womit 207 Volt bis 253 Volt zulässig sind.
Für 220 Volt spezifizierte elektrische Verbraucher konnten bei der Berücksichtigung der von 1987 bis 2009 gültigen Toleranzen auch mit 230 +13,8−23 V betrieben werden, ohne die Toleranzbedingungen ernsthaft zu verletzen: Bei 220 ± 22 V lag die maximale Spannung bei 242 V. Bei 230 +13,8−23 V lag die maximale Spannung bei 243,8 Volt. Seit 2009 gilt dies nicht mehr, da die maximale Spannung nun 253 V beträgt.
Bei der minimalen Spannung wurde und wird das Toleranzband nicht verletzt: Während früher 198 Volt zulässig waren, sind es jetzt mindestens 207 Volt.
Die Erhöhung der Spannung um etwa 5 % führte bei vielen Geräten zu einer Erhöhung der Leistung. Bei Geräten, deren Kennlinie (Strom/Spannung) auf dem Ohmschen Widerstand beruht, vor allem Wärmegeräte wie Heizlüfter oder Wasserkocher, steigt der Strom proportional und somit die Leistungsaufnahme quadratisch mit der Spannung, somit stieg die Leistung um rund 10 %. Dies hat andererseits keine wesentliche Auswirkung auf die letztlich zu bezahlende Energiemenge, weil beispielsweise ein Wasserkocher bei 10 % Mehrleistung das Wasser auch 10 % schneller erwärmt, also früher abschaltet.
Bei Geräten mit geregelten Schaltnetzteilen wird die Leistung eher konstant gehalten, dadurch verringert sich der Strom reziprok zur Spannung.
Bei Glühlampen ist diese Erhöhung auf Grund der üblichen Kaltleiter-Charakteristik der Glühfäden etwas geringer. Die höhere Glühfadentemperatur verkürzt jedoch die (statistisch zu erwartende) Lebensdauer des Leuchtmittels.

### Störung der Netzspannung
Der sinusförmige Verlauf der Netzspannung wird zunehmend durch nichtlineare Verbraucher gestört. Dazu zählen Gasentladungslampen, Gleichrichter, Dimmer (Thyristor- und Triac-Steller), Frequenzumrichter, Kompaktleuchtstofflampen und Schaltnetzteile ohne Blindleistungskompensation (Power-Factor Correction, PFC).
Am 1. Januar 2001 trat eine EMV-Norm in Kraft, die Vorschriften über das zulässige niederfrequente Störspektrum (Oberschwingungen) für elektronische Verbraucher ab 75 Watt festlegt.
Auch Asynchronmotoren verursachen Netzverunreinigungen, das sogenannte Nutenpfeifen. Es entsteht durch die Unterteilung des Käfigläufers und die dadurch hervorgerufene, ins Netz zurückgespeiste Wechselspannung mit höherer, drehzahlabhängiger Frequenz.
Die Netzfrequenz wird heute entsprechend den Anforderungen des Europäischen Verbundnetzes sehr genau eingehalten, so dass sie als Referenzwert verwendet werden kann, z. B. zur Steuerung elektrischer Uhren oder für spannungsgeführte Wechselrichter zur Einspeisung von Solarstrom.
Durch die nicht konstante und zunehmende Einspeisung von Strom aus erneuerbaren Quellen kommt es immer häufiger zu Abweichungen der Nennspannung nach oben. Nach dem Gesetz für den Ausbau erneuerbarer Energien ist der Netzbetreiber verpflichtet, Anlagen zur Erzeugung erneuerbarer Energie vorrangig anzuschließen. Die Pflicht zum Netzanschluss besteht auch dann, wenn die Abnahme des Stroms erst durch die Optimierung, die Verstärkung oder den Ausbau des Netzes möglich wird.

### Schutz gegen Berührung
Die Berührung von Netzspannung führenden Leitern kann lebensgefährlich sein. Die Netzspannung liegt oberhalb der Schutzkleinspannung beziehungsweise Sicherheitskleinspannung. Aus diesem Grund müssen sowohl für die Versorgungsleitungen als auch für die mit Netzspannung betriebenen Geräte Schutzmaßnahmen gegen den elektrischen Schlag bei Berührung spannungsführender Leitungen getroffen werden.
Dazu gehören Schutzisolierung, Schutzerdung und Schutztrennung, die verhindern, dass berührbare leitfähige Teile (z. B. Gehäuse) bei einem Defekt gefährliche Spannungen annehmen.
Steckdosen müssen gegen Berührung der spannungsführenden Teile gesichert sein. Zum Schutz von Kindern gibt es zusätzlich Kindersicherungen, die ein Einführen von Gegenständen in die Öffnungen von Steckdosen verhindern sollen.

## Mittelspannung
Größere Abnehmer wie beispielsweise Industriebetriebe oder Krankenhäuser werden üblicherweise direkt aus dem Mittelspannungsnetz mit Spannungen von 10 kV (Kilovolt) oder 20 kV, in Einzelfällen bis 30 kV, über eine oder mehrere betriebseigene Transformatorenstationen versorgt.

### Bahnstrom

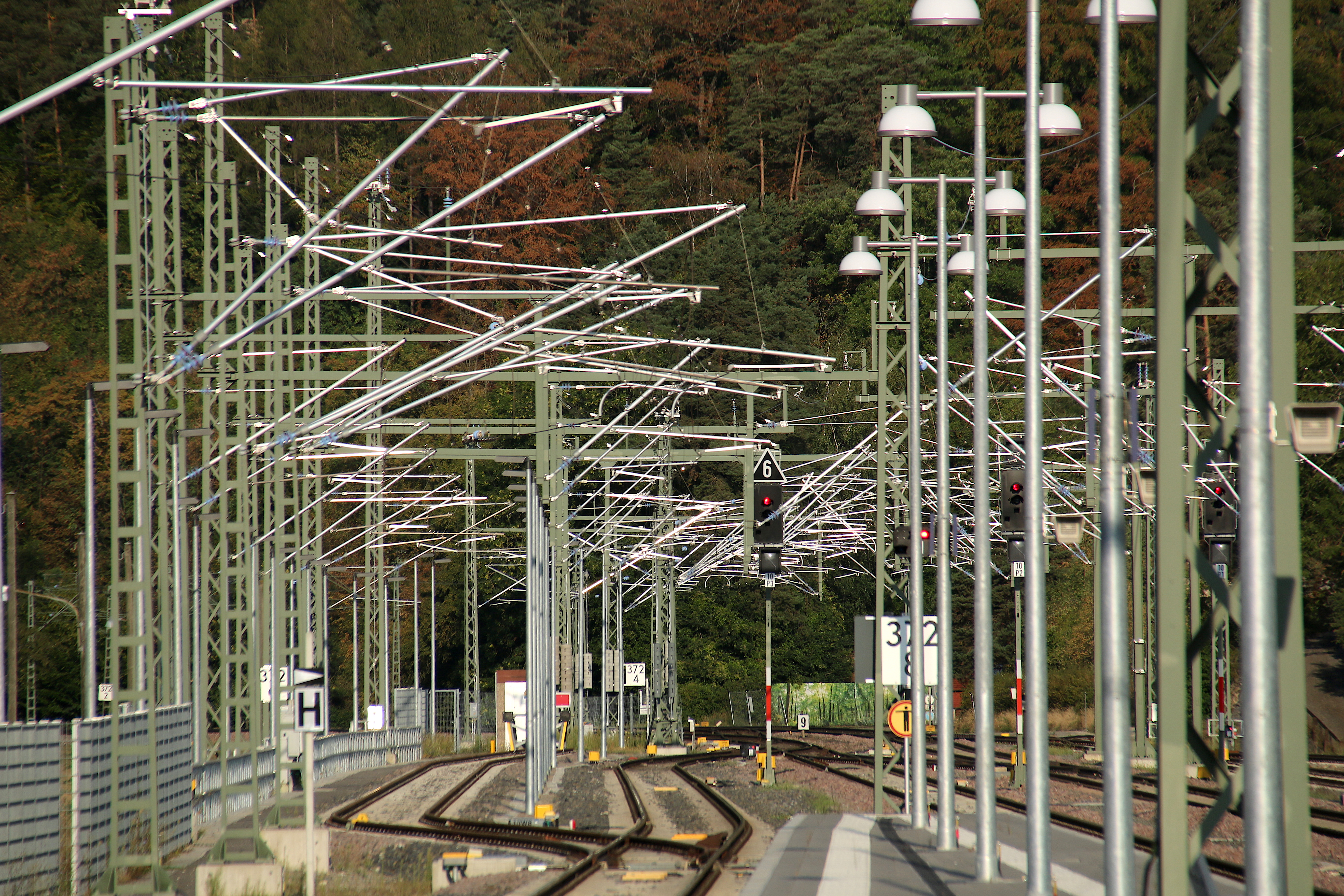
Fahrleitung (Hz, 15 kV) deutscher Bauart am Bahnhof Thayngen, Schweiz (2018)

Im Bahnbetrieb selbst haben sich zahlreiche Spannungen etabliert, bei Vollbahnen mit Oberleitung dominieren die folgenden fünf Systeme (siehe dazu Liste der Bahnstromsysteme):
- Einphasenwechselspannung 25 kV 50 Hz (weltweit, insb. europäischer Hochgeschwindigkeitsverkehr)
- Einphasenwechselspannung 25 kV 60 Hz (z. B. westlicher Teil des japanischen Hochgeschwindigkeitsverkehrs)
- Einphasenwechselspannung 15 kV 16,7 Hz (z. B. Deutschland, Österreich und Schweiz)
Einphasenwechselspannung 15 kV 16 2⁄3 Hz (z. B. Mecklenburg-Vorpommern, Norwegen, Schweden)
- Gleichspannung 3 kV (z. B. Belgien, Italien)
- Gleichspannung 1,5 kV (z. B. Niederlande, Südfrankreich)

Bei Straßen- und U-Bahnen ist die Spannung nicht genormt. In Deutschland, Österreich und der Schweiz werden hier meist Gleichspannungen von 500 V bis 800 V verwendet.

## Hochspannung
Auch in Hochspannungsnetzen werden fast immer genormte Spannungen verwendet. So werden im Höchstspannungsnetz in Europa überwiegend die Spannungen 220 kV und 380 kV verwendet. Das Hochspannungsnetz wird im Regelfall mit 110 kV betrieben, allerdings gibt es auch 60-kV-Netze (insbesondere in Großstädten mit älteren Kabelsystemen).
In anderen Gebieten sind zum Teil andere Spannungsebenen üblich: So existieren in Russland Höchstspannungsnetze mit 1150 kV, 750 kV, 500 kV und 330 kV, während die Spannungen in den Höchstspannungsnetzen in den USA 765 kV und in Kanada 735 kV, 500 kV und 345 kV betragen. Für Hochspannungsnetze ist in den USA der Wert 132 kV üblich.
Im Mittelspannungsnetz sind neben 20 kV vor allem in städtischen Gebieten wegen der dort älteren Kabelsysteme auch 10 kV üblich. Bei der Hochspannungs-Gleichstrom-Übertragung gibt es keine normierten Spannungen.
In Bahnstrom-Speisenetzen beträgt die Normspannung in Deutschland und Österreich 110 kV, in der Schweiz 66 kV und 132 kV. Da das Bahnnetz in Deutschland, Österreich und Schweiz mit 16,7 Hz betrieben wird, ist dieses separat zum 50 Hz Stromnetz aufgebaut. Das Bahnnetz hat zwei oder vier Leiterseile, während das übrige 50 Hz Netz mit drei oder sechs Leiterseilen betrieben wird.